# Lingua romanza britannica
La lingua romanza britannica è la lingua neolatina che si sviluppò nella Britannia romana nel V e nel VI secolo d.C., dopo il ritiro delle legioni romane dalle isole britanniche.

## Contesto storico
Nel 43 d.C., all'inizio della dominazione romana, la Gran Bretagna era abitata dalle tribù celtiche dei Britanni i quali parlavano il celtico brittonico. La dominazione romana, che si estendeva sugli attuali territori dell'Inghilterra e del Galles e, per un breve periodo, della Scozia meridionale, durò per quasi quattro secoli, dal 43 d.C. al 410 d.C.
Gli storici suddividono la Britannia romana in due zone etniche, "Highlands" la parte nordoccidentale e "Lowlands" quella sudorientale. La parte sudorientale era maggiormente romanizzata e il latino era la lingua d'uso nei centri urbani, dei ceti medi e alti, dell'esercito, dell'amministrazione civile e, successivamente, della Chiesa; i ceti più bassi, cioè i contadini, continuavano a parlare la lingua brittonica, mentre le élites rurali erano probabilmente bilingue. Nella parte nordoccidentale della Britannia la romanizzazione fu limitata, così il brittonico rimase la lingua veicolare.
Le varietà di Latino volgare, parlate nei territori dell'Impero romano d'occidente, si evolsero col tempo nelle Lingue romanze. In Britannia, dopo la partenza dei romani, il Latino volgare fu ancora parlato nel corso del Quinto secolo, però l'esatta datazione della sua estinzione è ancora incerta.
Nella parte sudorientale della Britannia il Latino fu sostituito come lingua comune dalla lingua anglossassone già nel corso del Quinto secolo. Tra il Quinto e il Settimo secolo gli Anglosassoni avanzarono in gran parte dell'attuale Inghilterra, mentre alle popolazioni di origine bretone occupavano pressappoco soltanto gli attuali Galles e Cornovaglia. Sono state formulate alcune teorie sull'estinzione del Latino volgare britannico: una si focalizza sulla perdita di status del Latino a favore dei nuovi occupanti Anglosassoni, una seconda teorizza la sostituzione etnica degli Anglosassoni nel sudest a danno dei Romano-britannici. Dal Quinto secolo ci sono poche tracce di Latino parlato, relegato in ambito ecclesiastico e presso le elitès più colte.
Nella parte nordoccidentale della Britannia, prima della partenza delle legioni romane, la lingua dominante era il britonnico. Nel Quinto secolo i latinofoni aumentarono grazie all'influsso di migranti dalla parte sudorientale che fuggivano dall'invasione degli Angli e dei Sassoni. Molto probabilmente il Latino volgare aveva uno status sociale nel quinto e nel Sesto secolo. Sebbene il Latino volgare fosse ancora parlato nella Britannia occidentale, però si estinse nel corso del Settimo secolo. Col passare delle generazioni i discendenti dei Romano-britannici furono assimilati alle popolazioni di origine celtica. La vitalità del Latino volgare britannico fu negativamente influenzata dall'avanzare della Lingua Anglosassone, venendo difatti rimpiazzato nella Britannia sudorientale, dove in precedenza era lingua comune nei maggiori centri abitati.

## Testimonianze
L'uso del Latino volgare possono trarsi attraverso testimonianze indirette tra cui "errori" nelle trascrizioni di epitaffi, offerte votive e nelle Defixiones.
Kenneth Hurlstone Jackson scrisse "il latino era una lingua viva e parlata nella Britannia durante l'Impero Romano", e usò la prova di parole assimilate dal latino nell'antico gallese e irlandese allo scopo di dedurre l'esistenza di dodici differenti caratteristiche del romanzo della Britannia latinizzata del terzo, quarto e quinto secolo d.C.

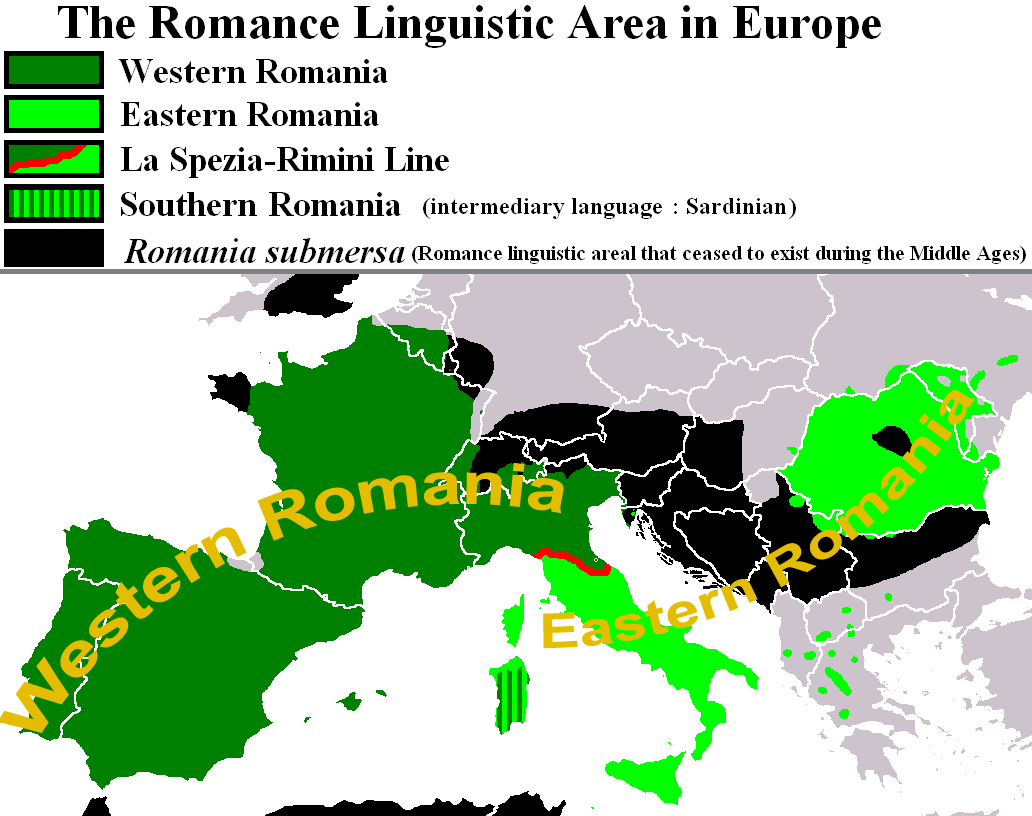
Mappa dove in nero viene evidenziata la Romania submersa, ossia le regioni dell'Impero romano dove il neolatino è scomparso, mostrando anche l'area britannica.

L'opinione del cattedratico Jackson è stata criticata successivamente e i caratteri peculiari del "latino volgare britannico" sono stati messi parzialmente in dubbio da alcuni studiosi come See Wollman.
Infatti, se è esistita come gruppo dialettale/linguistico, la lingua romanza britannica non sembra essersi sviluppata nei secoli a sufficienza per lasciare caratteristiche distinguibili con un'approfondita diagnosi. E questo anche se nel ventesimo secolo sono state scoperte in Gran Bretagna molte testimonianze linguistiche della cultura della Sub-Roman Britain, riconducibili ai Romano-Britanni.
Comunque, studiosi come Christopher Snyder credono che, nel periodo che va dal 410 (ritiro dalle isole britanniche delle legioni romane) al 597 d.C. (quando Sant'Agostino di Canterbury arrivò in Britannia), nella Britannia romanizzata vi fu una società capace di difendersi dai sopraggiunti barbari Anglo-Sassoni e di produrre una propria cultura con una lingua neolatina molto mescolata al celtico.
Questi anni sono quelli che coincidono con la leggenda di Re Artù, da alcuni studiosi identificato con il romano-britannico Ambrosio Aureliano. Secondo lo studioso inglese Charles Thomas, alcune iscrizioni trovate nell'area di Amesbury (dove visse questo romano-britannico) sembrano indicare l'uso di un latino sui generis con caratteristiche locali, che fanno presupporre con certezza l'esistenza della lingua romanza britannica.
Inoltre sembra molto probabile che nell'area di Chester (che ha preso nome dal castrum romano Deva Victrix) sia rimasta una comunità di britannici romanizzati discendenti dai coloni romani che usava la lingua romanza britannica: vi sono state trovate anfore e resti archeologici di epoca "sub-romana" e probabilmente la città romana fu abitata fino ad oltre il 650 d.C..

## Pietra di Artù
Secondo l'accademico Charles Thomas nel 1998 è stata rinvenuta in Cornovaglia l'unica evidenza di una lingua romanza in uso nella Britannia postromana: la Pietra di Artù di Tintagel

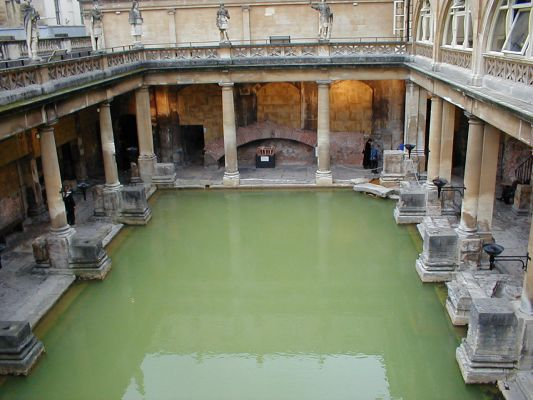
Le Terme romane di Bath furono usate dai Romano-britannici fino al VI secolo d.C. Vi sono state trovate tavolette con maledizioni popolari che sembrano probabilmente scritte anche in lingua romanza britannica.

Nella pietra si possono leggere quattro parole che sono correntemente interpretate così: PATER / COLI AVI FICIT / ARTOGNOV. Si tratta sostanzialmente di un'iscrizione latina, con riconoscibili primitive inflessioni antico celtiche e romano-britanniche, la cui più plausibile lettura secondo Thomas è «mi fece (oppure "mi costruì") Artognou, padre di un discendente di Col».
La frammentarietà del reperto non permette però di andare oltre la lettera della frase, per cui la funzione dell'iscrizione rimane oscura.
Resta evidente, sempre secondo Thomas, l'uso locale linguistico del latino "fecit" (fece) che viene scritto con la "i" invece della "e", per cui diventa "ficit": questo evidenzia un chiaro vocabolo della lingua romanza britannica.
La pietra di Artù inoltre occupa una posizione eccezionale nel contesto degli altri ritrovamenti epigrafici provenienti da questo sito, che ha conosciuto una lunga occupazione dopo la caduta dell'Impero romano d'Occidente: essa è l'unica dedicata a un'iscrizione che può definirsi "profana", che non risale cioè ad un contesto ecclesiastico o monastico, né è riferibile a una ritualità funeraria. L'iscrizione sulla pietra, infatti, fornisce agli storici la certezza del fatto che era molto diffusa l'alfabetizzazione e la conoscenza letteraria nel ceto dominante della Britannia postromana.